# Tom Borremans
Tom Borremans (1986) is een Belgische animator die bekend is om het personage Sociaal Incapabele Michiel, een animatiereeks die sinds 2015 dagelijks wordt opgevoerd in het televisieprogramma De Ideale Wereld.

## Biografie
Na zijn humaniora studeerde Borremans scheikunde, een studie die hij stopzette in het derde jaar. Na een jaar archeologie te hebben gestudeerd, begon hij tot slot in 2009 te studeren aan de Karel De Grote-Hogeschool in Antwerpen waar hij in 2013 de graad behaalde van master Beeldende Kunsten.
Borremans stelt dat hij opkijkt naar Jeroom Snelders, David Shrigley en de animatiereeks The Ren & Stimpy Show.
Toen Borremans tijdens zijn afstudeerjaar een onderzoeksvraag moest opstellen, ontstond langzaam aan het personage "Rare Mark", dat later zou uitgroeien tot Sociaal Incapabele Michiel. Tijdens de mastertentoonstelling bestond z'n opstelling uit een kapotte partytent, vuile terrasstoelen, lege blikjes Cara-pils en een maxi-cosi. Nadat Borremans afstudeerde werkte hij een tijd lang als schoonmaker, terwijl hij het personage verder verfijnde. Hij plaatste zijn werk onder meer op YouTube tot hij werd aangeworven door Woestijnvis.
De scenario's van Sociaal Incapabele Michiel schrijft hij grotendeels zelf, af en toe in samenwerking met de redactie van De Ideale Wereld (waaronder Jelle De Beule en Koen De Poorter). Borremans spreekt de stem in van het personage.
Borremans maakte in 2015 een animatiefilmpje om de lancering van het boek Niemand hield van Billie Vuist van Marnix Peeters te ondersteunen. en illustreerde vragen bij de televisiequiz De Slimste Mens ter Wereld.
In 2015 werd hij genomineerd in de categorie 'spreken' bij de Bill Awards van het Cultureel Jongeren Paspoort.
Sinds het najaar van 2016 maakt Borremans ook cartoons voor Humo, met een van zijn personages in de hoofdrol: Principiële Peter.